# When You Kiss Me
«When You Kiss Me» (en español Cuando Me Besas) es una canción escrita y producida por la cantante canadiense Shania Twain y el productor Robert "Mutt" Lange para su cuarto álbum Up! (2002). Fue el quinto sencillo internacional del álbum, obteniendo éxito moderado en Europa y Australia, sin embargo la canción nunca se lanzó oficialmente en las radios country en Estados Unidos por lo que tuvo la mínima repercusión. En varias oportunidades Twain ha admitido que "When You Kiss Me" es su balada favorita, pero aun así se excluyó de su álbum recopilatorio Greatest Hits (2004).

## Crítica y revisiones
"When You Kiss Me" fue recibida positivamente por los críticos. About.com la comparó con "You're Still the One" y felicitó a la "estupenda mandolina, la guitarra de acero y las texturas superpuestas del maravilloso coro lírico".

## Vídeo musical
El videoclip se filmó en Takapuna, Nueva Zelanda en marzo del 2003 bajo la dirección de  Paul Boyd. Se filmaron dos versiones del vídeo. Una donde Twain camina de noche en una playa, siendo filmada por una sola cámara y otra donde Twain está siendo filmada por un joven en una casa. Ambos vídeos fueron gravados en blanco y negro. La primera versión se puede encontrar en los CD singles y en los DVD singles.

## Recepción
En el Reino Unido "When You Kiss Me" se lanzó en doble cara A con " Up!". El sencillo sólo llegó el número 21 en dicho país, por lo que es el que tuvo menos éxito de Up!. Alcanzó el top 30 en Alemania y top 40 en Austria. A pesar del modesto éxito obtenido en la mayoría de los países de Europa, en Portugal logró convertirse en otro gran éxito alcanzando el top 5.  
La causa principal del poco éxito del sencillo se atribuye a la mínima promoción que se le dio ya que Shania estaba enferma y tuvo que cancelar varias interpretaciones en vivo de la canción.

## Versiones de audio
- Red Album Version (4:08)
- Green Album Version (4:07)
- Blue Album Version (3:56)
- Metro Mix (3:54)
- Metro Mix Extended (6:55)
- Live From Chicago (4:16)

## Listas
| País o Lista                                 | Posición Alcanzada |
| -------------------------------------------- | ------------------ |
| Australia ARIA Charts                        | 47                 |
| Austria                                      | 32                 |
| Europa Top 100                               | 65                 |
| Alemania singles chart                       | 30                 |
| Irlanda Chart                                | 41                 |
| Portugal Singles Chart                       | 4                  |
| Suiza Singles Chart                          | 47                 |
| Reino Unido UK Singles Chart                 | 21                 |
| EE.UU Billboard Hot Country Singles & Tracks | 60                 |
| World Top 100                                | 46                 |